# 小鹿田燒

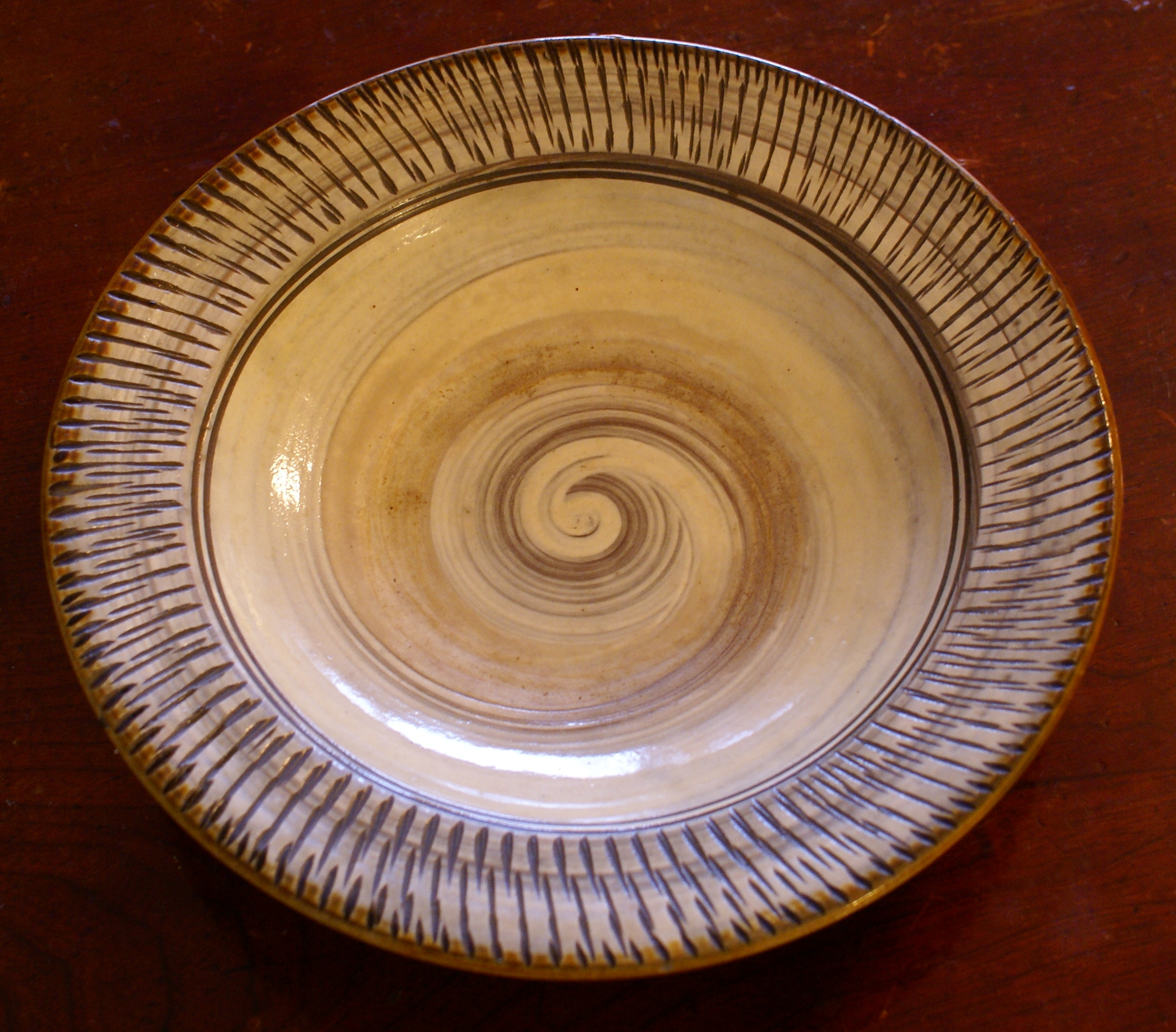
「小鹿田燒」大盤。盤器邊緣的紋路被稱為「飛鉋」，是以具有彈力的 L 形金屬片所削切而成，為「小鹿田燒」的特色之一。

小鹿田燒是指日本大分縣日田市內，以皿山為中心的「小鹿田地區」所燒製的陶器。此陶藝技法在1995年（平成7年）根據日本「文化財保護法」第71條規定，被指定為國家的「重要無形文化財」；2008年3月，全區（約14公頃的範圍）以「小鹿田燒之里」的名稱，被選入為日本「重要文化景觀」之一。

## 概要
「小鹿田燒」約從江戶時代中期1705年（寶永2年）或1737年（元文2年）開始興起。當時日田市屬於「天領」（江戶幕府直轄領地），而日田市的官派管理人（代官）為供應領地內的日常生活器物所需，於是從小石原（現屬福岡縣東峰村）招來陶工柳瀨三右衛門，以及日田郡大鶴村的黑木十兵衛等開窯做陶。由於「小鹿田燒」的技法受到「小石原燒」強烈的影響，也被視為是「小石原燒」的分支。

### 技法特徵
「小鹿田燒」採用朝鮮系的「登窯」來燒製，其器皿的主要外型特徵，是使用工具所刻劃出的幾何紋路，如「飛鉋（飛び鉋）」、「刷毛目」、「櫛描」等。此外，釉料的使用方式，主要以「打掛（打ち掛け）」、「流掛（流し掛け）」等技法，並由於原料的關係，以青瓷色（綠）、飴色（褐）、黑釉（黑）為主。

### 窯場經營
一般來說，小鹿田地區是由10家窯場所共同組成，這10家窯場的成員家族包括：開窯時期從「小石原」招攬而來的陶工「柳瀨家」後代2戶，當初負責出資招募陶工的「黑木家」後代3戶，以及提供土地的「坂本家」後代4戶，加上從「黑木家」分支的「小袋家」1戶。除了部份窯場擁有自己的「登窯」外，聚落中心的「登窯」，是由附近5家窯場所共同使用。
小鹿田的各家窯場，300多年來均採取純手工作業的家族經營模式，並以「一子相傳」的方式來繼承。耗費體力的「練土」與「塑型」等工作由男性來負責，而女性則負責「上釉」與「入窯」等作業。

### 唐臼
在小鹿田地區被用來搗碎陶土的工具，被稱為「唐臼（からうす）」，其構造類似於日式庭園中的「添水（鹿威し）」，係利用挖空的木料承納溪河的水流，待水滿達到承重上限後，藉以帶動木樁，以此作為驅動力反覆敲碎陶土。由於「唐臼」運轉時所發出的聲音，本區也被選入為「日本音風景百選」之一。

### 受災與復原
2016年九州發生熊本地震，小鹿田採集陶土的礦區受到震災破壞。礦區修復作業期間，又因為2017年7月九州北部豪雨侵襲，造成陶土礦區再次崩塌，儲存的陶土大量流失。再加上小鹿田境內44組「唐臼」，已因這兩次災害有六成以上無法運作，而作為「唐臼」材料的松木又難以取得。災後復原之路，一度陷入停滯。
2019年，1家窯場宣佈停業，目前小鹿田區剩9座窯場持續營運中。而「唐臼」等製陶設備與製陶活動也陸續恢復運作，「小鹿田民陶祭」亦自2018年起恢復舉辦。

## 文化特色
「小鹿田燒」的各家窯場，自開窯以來均代代由長子繼承，不外收學徒。因此從小石原所帶來的傳統陶藝技法，也被完整的傳承保存了下來。而目前仍在營運中的九家窯場，全都是小鹿田開窯始祖「柳瀨家」、「黑木家」及「坂本家」的後代子孫所經營。

### 重要無形文化財
為維護「小鹿田燒」的品質與形象，小鹿田的各家窯場協議陶土共同採集，並總量分配。且以「小鹿田燒」為共同品牌，嚴禁在器皿上烙印窯場或個人名稱。這些特色，都是「小鹿田燒」在1995年（平成7年）被指定為日本「重要無形文化財」的主要原因。而由各家窯場所共同組成的「小鹿田燒技術保存會」，則被認定為是「重要無形文化財」的「維護團體」。
窯場所在的「皿山地區」與鄰近廣布梯田的「池之鶴（池ノ鶴）」，則被選定為是日本「重要文化景觀」。

### 民藝運動
「民藝運動」的提倡者「柳宗悅」在1931年（昭和6年）時，曾親自拜訪當地，並以《日田的皿山》為標題發表了著作；而後，在日本陶藝界相當知名的英國陶藝家 Bernard（Howell）Leach 也為了研習陶藝，在1954年（昭和29年）與1964年（昭和39年）兩度前往，並在當地滯留數週進行陶藝創作。自此，「小石原燒」與「小鹿田燒」在日本全國以及海內外都廣為人知。

### 智慧財產權
「小鹿田燒」於2011年7月22日，在日本大分縣被登記為第8個「地區團體商標」，可作為當地共同的專屬商標之用。

## 外部連結
- 小鹿田焼復興事業（小鹿田焼協同組合公式ページ） （页面存档备份，存于）
- 小鹿田焼紹介動画 （页面存档备份，存于）